# Pyry Hannola
Pyry Petteri Hannola (Rovaniemi, 21 ottobre 2001) è un calciatore finlandese, centrocampista dell'Haugesund.

## Carriera

### Club
Hannola ha giocato nelle giovanili del Santa Claus. È passato poi al RoPS, per cui ha firmato il primo contratto 13 giorni prima del suo 15º compleanno. Ha esordito in Veikkausliiga in data 29 aprile 2017, sostituendo Saku Ylätupa nella vittoria casalinga per 3-1 arrivata sul PS Kemi Kings.
Agli inizi del 2017, è stato annunciato il suo passaggio ai danesi del Midtjylland, previsto a partire dall'estate. Ha firmato un contratto triennale con il nuovo club, venendo aggregato alle giovanili.
Il 18 giugno 2020 è stato ufficializzato il suo trasferimento all'HJK: ha firmato un contratto valido per un anno e mezzo, con opzione per un'ulteriore stagione. Ha debuttato con la nuova maglia il 22 agosto 2020, subentrando a Bubacar Djaló nel successo per 0-1 in casa della sua ex squadra del RoPS.
Il 2 marzo 2021, Hannola è stato ceduto allo SJK con la formula del prestito. Ha giocato il primo incontro con la nuova casacca in data 3 maggio, quando è stato titolare nel pareggio interno per 1-1 arrivato contro il KTP. Il 5 aprile 2022, il trasferimento è diventato a titolo definitivo, con il giocatore che ha firmato un contratto pluriennale con lo SJK. Il 7 luglio 2022 ha esordito nelle competizioni UEFA per club, venendo impiegato dal primo minuto nella sconfitta per 1-0 subita sul campo del Flora Tallinn, valida per i turni preliminari dell'Europa Conference League. Il 6 aprile 2024 ha segnato il primo gol nella massima divisione finlandese, con cui ha contribuito alla vittoria per 2-1 sull'AC Oulu.
Il 5 gennaio 2025, Hannola è stato ceduto allo Stal Mielec con la formula del prestito, con opzione per l'acquisto a titolo definitivo. Ha esordito in Ekstraklasa in data 31 gennaio, schierato titolare nella sconfitta per 1-0 in casa del GKS Katowice. Alla fine della stagione, l'opzione d'acquisto non è stata esercitato e il calciatore ha fatto ritorno allo SJK.
Il 5 agosto 2025 è stato ufficialmente acquistato dai norvegesi dell'Haugesund: ha firmato un accordo valido fino al 31 dicembre 2028. Il 10 agosto è arrivato dunque l'esordio in Eliteserien, quando è stato titolare nel successo per 3-2 sul Sarpsborg 08.

### Nazionale
Hannola ha giocato per diverse rappresentative giovanili finlandesi.

## Statistiche

### Presenze e reti nei club
Statistiche aggiornate al 10 agosto 2025.
| Stagione       | Club        | Campionato | Campionato | Campionato | Coppe nazionali | Coppe nazionali | Coppe nazionali | Coppe continentali | Coppe continentali | Coppe continentali | Supercoppe | Supercoppe | Supercoppe | Totale | Totale |
| Stagione       | Club        | Comp       | Pres       | Reti       | Comp            | Pres            | Reti            | Comp               | Pres               | Reti               | Comp       | Pres       | Reti       | Pres   | Reti   |
| -------------- | ----------- | ---------- | ---------- | ---------- | --------------- | --------------- | --------------- | ------------------ | ------------------ | ------------------ | ---------- | ---------- | ---------- | ------ | ------ |
| 2017           | RoPS        | VL         | 2          | 0          | CF              | 5               | 1               | -                  | -                  | -                  | -          | -          | -          | 7      | 1      |
| 2020           | HJK         | VL         | 6          | 0          | CF              | 0               | 0               | -                  | -                  | -                  | -          | -          | -          | 6      | 0      |
| 2021           | SJK         | VL         | 22         | 0          | CF              | 1               | 0               | -                  | -                  | -                  | -          | -          | -          | 23     | 0      |
| 2022           | SJK         | VL         | 23         | 0          | CF+CdL          | 1+3             | 1+0             | UECL               | 4                  | 0                  | -          | -          | -          | 31     | 1      |
| 2023           | SJK         | VL         | 25         | 0          | CF+CdL          | 2+5             | 0               | -                  | -                  | -                  | -          | -          | -          | 32     | 0      |
| 2024           | SJK         | VL         | 29         | 4          | CF+CdL          | 6+5             | 2+1             | -                  | -                  | -                  | -          | -          | -          | 40     | 7      |
| gen.-giu. 2025 | Stal Mielec | EK         | 11         | 0          | CP              | -               | -               | -                  | -                  | -                  | -          | -          | -          | 11     | 0      |
| lug.-ago. 2025 | SJK         | VL         | 3          | 0          | CF+CdL          | -               | -               | -                  | -                  | -                  | -          | -          | -          | 3      | 0      |
| Totale SJK     | Totale SJK  | Totale SJK | 102        | 4          |                 | 10+13           | 3+1             |                    | 4                  | 0                  |            | -          | -          | 129    | 8      |
| ago.-dic. 2025 | Haugesund   | ES         | 1          | 0          | CN              | -               | -               | -                  | -                  | -                  | -          | -          | -          | 0      | 0      |
| Totale         | Totale      | Totale     | 122        | 4          |                 | 16+13           | 4+1             |                    | 4                  | 0                  |            | -          | -          | 155    | 9      |